# Cherry Magic! – Wenn du mit 30 noch Jungfrau bist, wirst du zum Zauberer
Cherry Magic! – Wenn du mit 30 noch Jungfrau bist, wirst du zum Zauberer (jap. 30歳まで童貞だと魔法使いになれるらしい 30-sai made Dōtei da to Mahō Tsukai ni nareru rashii) ist eine Mangaserie von Yū Toyota, die seit 2018 in Japan erscheint. 2020 erschien eine Adaption als Dorama-Fernsehserie und der Manga wurde in mehrere Sprachen übersetzt. 2024 folgte eine Umsetzung als Anime-Fernsehserie.

## Inhalt
Als der Angestellte Kiyoshi Adachi (安達 清) 30 Jahre alt wird und noch immer Jungfrau ist, erhält er die Fähigkeit, anderer Menschen Gedanken zu lesen, wenn er sie berührt. So bekommt er durch zufällige Berührungen allerlei belanglose oder trübsinnige Gedanken seiner Mitmenschen mit. Seitdem traut er sich auch nicht mehr, Frauen, die er mag, anzufassen. Eines Tages berührt er seinen Kollegen Yuichi Kurosawa (黒沢 優一), der immer heiter ist, gutaussehend und in der Firma beliebt. Und in dessen Gedanken liest Adachi, dass Kurosawa sich in ihn verliebt hat. Zuerst kann er es nicht glauben und denkt, dass er sich all das Gedankenlesen doch nur einbildet. Doch als er seinen Kollegen länger beobachtet, merkt er, dass dieser tatsächlich Gefühle für ihn hat. Mit der Zeit lernt Adachi die Zuneigung zu schätzen und verliebt sich selbst in den fürsorglichen Kurosawa. Seine Fähigkeit gibt ihm schließlich den Mut, auch zu seinen Gefühlen zu stehen, sodass sich die beiden ihre Liebe gestehen können.
Während dieser Zeit sucht Adachi Rat bei seinem Freund aus Studienzeiten, Masato Tsuge (柘植 将人). Der schreibt Liebesromane und sollte ihm daher helfen können. Doch erfährt Adachi durch seine Fähigkeit, dass Tsuge auch noch Jungfrau ist. Bald wird der täglich fast nur zuhause bleibende Romancier auch 30 und erhält die gleichen Fähigkeiten wie Adachi. Da erfährt er von den Gedanken eines der Paketboten, der regelmäßig bei ihm vorbeikommt und seine Katze Udon bewundert. Schnell verliebt sich Minato Wataya (綿谷 湊) in den liebenswürdigen jungen Mann, stellt sich aber sehr ungeschickt an in seinen Annäherungsversuchen. Erst durch die Vermittlung von Adachi und Kurosawa kann auch Tsuge zu seinen Gefühlen stehen.

## Veröffentlichungen
Die Serie erschien zunächst ab 2018 im Online-Magazin Gangan Pixiv der Plattform Pixiv. Der Verlag Square Enix brachte die Kapitel auch gesammelt in bisher 15 Bänden heraus (Stand: Januar 2025). Der erste dieser Bände verkaufte sich knapp 20.000 Mal in der ersten Woche nach Veröffentlichung.
Eine deutsche Fassung der Serie wird seit Mai 2022 von Crunchyroll in bisher 15 Bänden herausgegeben (Stand Juli 2025). Die Übersetzung stammt von Markus Lange. Square Enix bringt eine englische Fassung heraus und bei Goen erscheint der Manga auf Italienisch.

## Hörspiel
Eine Umsetzung als Hörspiel auf CD erschien am 23. Oktober 2019. Die Hauptrollen übernahmen Atsushi Abe (Adachi), Takuya Satō (Kurosawa), Kazuyuki Okitsu (Tsuge) und Kōhei Amasaki (Minato). Als Erzähler wurde Kentarō Tone engagiert.

## Verfilmungen
Zum Manga entstand eine Dorama-Serie für das japanische Fernsehen. Bei der Produktion schrieben Erika Yoshida und Satoko Okazaki die Drehbücher und Regie führten Hiroki Kazama, Hiroaki Yuasa und Masataka Hayashi. Die Musik komponierte Sumika Horiguchi. Die Hauptrollen übernahmen Eiji Akaso (Kiyoshi Adachi) und Keita Machida (Yuichi Kurosawa). Die 12 Folgen wurden vom 9. Oktober bis 24. Dezember 2020 von TV Tokyo in Japan gezeigt. Außerdem wurde die Serie am 10. Dezember 2020 von Crunchyroll auf Englisch und von WeTV in China veröffentlicht. Am 8. April 2022 kam in Japan ein Realfilm in die Kinos, der die Fernsehserie fortsetzt. Der Titelsong ist Shinon von Omoinotake und während des Films wird das Lied Gimme Gimme von Deep Squad eingespielt.
Ein Remake der Serie und des Films wurde 2023–2024 in Thailand unter dem Titel Cherry Magic veröffentlicht. Die Hauptfiguren Achi und Karan wurden von Thitipoom Techa-apaikhun und Tawan Vihokratana übernommen, Regie führte Nuttapong Mongkolsawas. Die Serie wurde auf GMM 25 ausgestrahlt und ist über ViuTV verfügbar.
Bei Studio Satelight entstand eine Umsetzung der Geschichte als Anime. Unter der Regie von Yoshiko Okuda entstanden zwölf Folgen mit je 23 Minuten Laufzeit. Die Drehbücher schrieb Tomoko Konparu. Das Charakterdesign entwarf Takahiro Kishida und die künstlerische Leitung lag bei Takeshi Satou. Für die Kameraführung war Jun Kubota verantwortlich und für den Ton Yūko Miyamura. Die Musik komponierte Tomoki Hasegawa. Die Serie wurde in Japan vom 11. Januar bis zum 28. März 2024 bei TV Tokyo, TV Ōsaka, TV Aichi und BS TV Tokyo gezeigt. Parallel dazu wurde der Anime international per Streaming auf der Plattform Crunchyroll veröffentlicht, unter anderem mit deutschen und englischen Untertiteln.
| Rolle           | japanischer Stimme (Seiyū) |
| --------------- | -------------------------- |
| Kiyoshi Adachi  | Chiaki Kobayashi           |
| Yūichi Kurosawa | Ryōta Suzuki               |
| Nozomi Fujisaki | Ami Koshimizu              |
| Minato Wataya   | Gen Sato                   |
| Masato Tsuge    | Makoto Furukawa            |
| Yūta Rokkaku    | Yusuke Shirai              |